# 1972 en handball
| Années du handball : 1969 - 1970 - 1971 - 1972 - 1973 - 1974 - 1975    |
| Décennies du handball : 1940 - 1950 - 1960 - 1970 - 1980 - 1990 - 2000 |

Cet article présente les faits marquants de l'année 1972 en handball.

## Par compétitions

### Jeux olympiques
Les tournois masculin et féminin des Jeux olympiques de 1972 a eu lieu à Munich en Allemagne de l'Ouest du 30 août au 10 septembre. 
|                                     | Hommes          |
| ----------------------------------- | --------------- |
| Médaille d'or, Jeux olympiques      | Yougoslavie     |
| Médaille d'argent, Jeux olympiques  | Tchécoslovaquie |
| Médaille de bronze, Jeux olympiques | Roumanie        |

Le dernier championnat du monde de handball à onze a eu lieu en 1966, et c'est donc dans son format à sept joueurs et en salle que le handball fait son retour définitif au programme olympique.
Seul un tournoi masculin est disputé pour cette édition. Parmi les 9 premières équipes du championnat du monde 1970, seul le Danemark ne parvient pas à se qualifier pour le tour principal. Dans le groupe I, l'Allemagne de l'Est a battu la Tchécoslovaquie lors du tour préliminaire mais a ensuite été battue par l'URSS et doit donc laisser la première place et donc la finale aux Tchécoslovaques. Dans le groupe II, les deux premières places sont déterminées par la victoire surprise de la Yougoslavie 14 à 13 face aux champions du monde roumains.
Le match pour la médaille de bronze entre l'Allemagne de l'Est et la Roumanie est donc une revanche de la finale du championnat du monde 1970. Si les Roumains avait alors eu besoin de deux prolongations pour écarter les Est-allemands, la différence s'est dessinée plus rapidement en faveur de la Roumanie (19-16, mi-temps 11-8). En finale, la Yougoslavie a rapidement creusé l'écart (4-0 à la 6e minute) pour terminer avec une avance de 7 buts à la mi-temps (12-5) qui ne sera jamais comblée par la Tchécoslovaquie qui s'incline finalement 16 à 21.

## Bilan de la saison 1971-1972 en club

### Coupes d'Europe
|    | Compétition                    | Vainqueur         | Finaliste       | Score   |
| -- | ------------------------------ | ----------------- | --------------- | ------- |
| H. | Coupe des clubs champions (C1) | Partizan Bjelovar | VfL Gummersbach | 19 – 14 |
| F. | Coupe des clubs champions (C1) | Spartak Kiev      | SC Leipzig      | 12 – 8  |

### Saison 1971-1972 en France
|    | Compétition           | Vainqueur                | Second                 | Score                  |
| -- | --------------------- | ------------------------ | ---------------------- | ---------------------- |
| H. | Championnat de France | Stella Sports Saint-Maur | Paris UC               | 16 – 13                |
| H. | Coupe de France       | Pas de coupe de France   | Pas de coupe de France | Pas de coupe de France |
| F. | Championnat de France | Stade pessacais UC       | ASUL Vaulx-en-Velin    | 12 – 6                 |
| F. | Coupe de France       | Pas de coupe de France   | Pas de coupe de France | Pas de coupe de France |

## Naissances et décès
Parmi les personnalités du handball nées en 1972, on trouve notamment :
- Lars Christiansen
- Marie-Annick Dézert
- Joanne Dudziak
- Guéric Kervadec
- José Javier Hombrados
- Salim Nedjel
- Xavier O'Callaghan
- Oh Seong-ok
- Oh Yong-ran
- Véronique Pecqueux-Rolland
- Laurent Puigségur
- Glenn Solberg
- Dimitri Torgovanov